# Dwifungsi
Dwifungsi (deutsch Doppelrolle, Doppelfunktion) beschreibt die ideologische Basis des Militärs in Indonesien. Die Doktrin rechtfertigte die Aktivitäten der Streitkräfte außerhalb des militärischen Feldes, da sie dem Militär neben der Landesverteidigung auch eine „soziopolitische“ Rolle gab.
Dwifungsi, zunächst als „Mittlerer Weg“ in den 1950er und 1960er Jahren an einer Offizierhochschule entwickelt, sieht das indonesische Militär weder als Werkzeug in der Tradition westlicher Staaten, noch als dominante Figur in einem Militärregime wie in südamerikanischen Diktaturen, sondern als „Macht des Volkes“. Mit der Machtübernahme Suhartos im Jahre 1966 wurde Dwifungsi offizielle Politik. Dem Militär wurden Schlüsselpositionen in staatlichen Unternehmen, Verwaltung und Kabinett zugewiesen; eine politische Betätigung von Offizieren war nicht nur gestattet, sondern erwünscht.
Diese Doppelrolle beschränkte sich nicht auf die Selbstwahrnehmung des Militärs, sondern wurde auch von der Bevölkerung gestützt.
Mit der Demokratisierung Indonesiens wurde Dwifungsi offiziell abgeschafft bzw. eingeschränkt. 